# Scopocirini
Scopocirini, es una tribu de arañas araneomorfas, pertenecientes a la familia Salticidae.

## Géneros
- Cylistella
- Cyllodania
- Gypogyna
- Scopocira
- Toloella